# 地獄の変異
『地獄の変異』（じごくのへんい、原題: The Cave）は、2006年9月に日本公開されたブルース・ハント監督のホラー映画。

## ストーリー
ルーマニア・カルパチア山脈の奥深くで、永きに亘り封印された前人未踏の巨大洞窟が発見された。そこはかつてテンプル騎士団を滅ぼした有翼の悪魔が住まうと言われる伝説の洞窟であった。やがて地質学者のニコライ博士を中心にケイブダイブの精鋭チームを結集した探検隊が編成され、早速洞窟探検に取り掛かった。一行は順調に地下深くへと進んで行くが、次第に一人、また一人とメンバーが姿を消して行き、最後には想像を絶する未知の恐怖が一同を待ち構えていた。

## クリーチャー
- 寄生生物

## キャスト
| 役名                     | 俳優                       | 日本語吹替   |
| ------------------------ | -------------------------- | ------------ |
| タイラー                 | エディ・シブリアン         | 伊藤健太郎   |
| キャスリン               | レナ・ヘディ               | 岡寛恵       |
| ジャック                 | コール・ハウザー           | 中原茂       |
| トップ                   | モリス・チェストナット     | 石住昭彦     |
| チャーリー               | パイパー・ペラーボ         | 本田貴子     |
| ブリッグス               | リック・ラヴァネロ         | 蓮池龍三     |
| アレックス               | ダニエル・デイ・キム       | 永井誠       |
| ストロード               | キーラン・ダーシー・スミス | 村治学       |
| ニコライ博士             | マーセル・ユーレス         | 村松康雄     |
| ミック（洞窟探検者#1）   | サイモン・クンツ           | 前島貴志     |
| イアン（洞窟探検者#2）   | デイビット・ケネディ       | 石住昭彦     |
| ラズバン（洞窟探検者#3） | アリン・パンシュ           | 最上嗣生     |
| コービン（洞窟探検者#4） | ゾルタン・バトク           | ふくまつ進紗 |